# Kostarika
Kostarika (španj. costa rica = bogata obala), država u Srednjoj Americi. Graniči s Nikaragvom na sjeveru i Panamom na jugoistoku. Na zapadu izlazi na Tihi ocean, a na istoku na Karipsko more.

## Povijest
Prije dolaska Europljana, prostor današnje Kostarike naseljavali su domorodački Indijanci s kulturnim utjecajima razvijenih srednjoameričkih i andskih kultura. Kada su u 16. stoljeću stigli španjolski konkvistadori, sjeverozapad zemlje, poluotok Nicoya, je bio naseljen Indijancima kulture Nahuatl. Ostatak zemlje bio je naseljen grupama jezične porodice Čibča.
Utjecaj domorodaca na modernu kulturu Kostarike malen je u odnosu na druge zemlje. Većina domorodačkoga stanovništva bila je apsorbirana u španjolsko govorno područje različitim miješanim brakovima unutar kolonijalnog društva. Preostali su samo neki mali ostaci, od kojih su najznačajnija plemena Bribri i Boruca, koja još uvijek naseljavaju gorje Talamanca na jugu Kostarike blizu granice s Panamom.
U 16. stoljeću domorodačko stanovništvo su pokorili Španjolci, a područje je postalo najjužnijom pokrajinom Nove Španjolske. Udaljenost Kostarike od glavnog grada u Gvatemali, španjolska zabrana trgovanja s Panamom na jugu (tada dio Potkraljevstva Nova Granada) i nedostatak resursa, kao što su zlato i srebro, učinili su je siromašnom, izoliranom i rijetko naseljenom regijom unutar Španjolskog carstva. Španjolski guverner 1719. opisao je regiju kao "najsiromašniju i najjadniju španjolsku koloniju u cijeloj Americi".
Drugi važan faktor siromaštva Kostarike bio je nedostatak autohtonog stanovništva za encomiendu (prisilni rad), pa su kostarikanski doseljenici morali sami obrađivati zemljište, što je spriječilo formiranje velikih hacienda. Zbog svih tih razloga, Kostarika nije bila poštovana od španjolske krune, te je bila prisiljena da se razvija sama. Okolnosti u tom razdoblju dovele su do mnogih posebnosti zbog kojih je Kostarika postala poznata, dok se društvo istovremeno razvijalo više egalitarno od susjednih. Kostarika je postala "ruralna demokracija" bez potlačenih mestika ili autohtonih klasa. To nije trajalo dugo, jer su španjolski doseljenici počeli istraživati brda, gdje su pronašli plodno vulkansko tlo i blažu klimu.
Kao i ostatak srednje Amerike, Kostarika se nikada nije borila za nezavisnost od Španjolske. Dana 15. rujna 1821. nakon konačnog španjolskog poraza u Meksičkom ratu za nezavisnost, vlasti u Gvatemali su proglasile nezavisnost cijele srednje Amerike. Taj datum se danas još uvijek slavi kao Dan nezavisnosti Kostarike, iako su prema španjolskome ustavu iz 1812., koji je ponovno prihvaćen 1820., Nikaragva i Kostarika postale autonomna provincija sa sjedištem u Leónu.
Kao i sve druge srednjeameričke države, Kostarika je bila dio kratkoročnoga Meksičkog carstva, a nakon njegove propasti 1823., Kostarika se priključuje Ujedinjenim pokrajinama Srednje Amerike u razdoblju od 1823. do 1839. 1824. glavni grad Kostarike je postao San José, što je dovelo do nasilja u starom glavnom gradu Cartagu. 1838., kada je zajednica u praksi prestala postojati, Kostarika je proglasila suverenost. Od 1840-tih je potpuno neovisna država.
U ranome 19. stoljeću, u Kostariki je posađena prva kava, a 1843. je prvi puta prevezena u Europu. Ubrzo je postala glavni izvozni proizvod Kostarike. Većina plantaža kave nalazila se u središnjem Plateau, odakle je kava prenašana u pacifičku luku Puntarenas. 1890. je završena željeznica prema atlantskoj luci Limón.
Povijesno, Kostarika je bila mirnija i politički stabilnija od većine latinoameričkih država. Međutim, od kraja 19. stoljeća Kostarika je doživjela dva značajna razdoblja nasilja. Od 1917. do 1919. Kostarikom je vladao Federico Tinoco Granados kao vojni diktator. Nakon njegova svrgnuća, vojska se jako smanjila u veličini, bogatstvu i političkome utjecaju. 1948. José Figueres Ferrer je vodio oružani ustanak u svijetlu spornih predsjedničkih izbora između Rafaela Ángela Calderóna Guardie i Otilia Ulata Blanca. Kao rezultat izbio je 44-dnevni Kostarikanski građanski rat u kojem je poginulo oko 2000 ljudi. Pobjednički pobunjenici su formirali vladu hunte koja je ukinula vojsku i nadgledala demokratski izabranu skupštinu pri izradi novog sustava. Nakon provođenja ovih reformi, hunta je 8. studenoga 1949. prenijela vlast na novu demokratsku vladu. Nakon toga, Figueres je postao nacionalni heroj, te je osvojio prve demokratske izbore u skladu s ustavom 1953. Od tada, Kostarika je održala 13 predsjedničkih izbora, posljednje u 2010. Svi su bili prijavljeni od međunarodne zajednice kao mirni i transparentni. Posebno je značajan predsjednik Óscar Arias koji je predsjedao u dva mandata (1986. – 1990. i 2006. – 2010. Godine 1987. je dobio Nobelovu nagradu za mir zbog posredovanja u mirovnim pregovorima u susjednim državama.

## Zemljopis
Kostarika se nalazi na srednjeameričkoj prevlaci. Izlazi na Karipsko more (istok) i Tihi ocean (zapad), s ukupno 1290 km obale, 212 km na karipskoj obali i 1016 km na pacifičkoj obali. Kostarika također graniči s Nikaragvom na sjeveru (309 km granice) i Panamom na jugu (639 km granice). Površina Kostarike iznosi 51 100 km² i 589 km² teritorijalnih voda.
Najviša točka u zemlji je Cerro Chirripó (3819 m). To je peti najveći vrh u Srednjoj Americi. Najviši vulkan je Irazú (3431 m). Najveće jezero je Arenal.
Kostarika također obuhvaća nekoliko otoka. Kokosov otok se ističe zbog svoje udaljenosti od obale (480 km), od grada Puntarenas. Najveći otok u državi je otok Calero. Preko 25 % teritorija Kostarike je zaštitio SINAC (kostarikanska uprava nacionalnih parkova). Kostarika također ima najveću gustoću vrsta na svijetu.
Klima je tropska s kišnim razdobljem zimi i sušnim ljeti (savanski tip klime). U višim prostorima je klima hladnija, te prelazi u umjereni tip klime.
Još 1950-ih tropske kišne šume prekrivale su oko 75 % ozemlja Kostarike. Samo 18 km od glavnoga grada San Josea smješten je nacionalni park Braulio Carrilo, područje masivnih, često jako erodiranih vulkana koji su ugasli prije puno stoljeća i neprohodne gotovo netaknute džungle. Na 470 km2 često strme planinske padine obrasle su smaragdno zelenom šumom koja se sastoji od stablašica paprati, brojnih vrsta palmi, lijana i biljaka koje su se ispreplele s granama drveća ispod krošnji stabala. Bujaju i orhideje i heliconije, a unutar parka može se naći svih 400-500 vrsta ptica koje su autohtone u Kostarici. Džunglu nastanjuju i mnogobrojni majmuni, zmije, mravi rezači listova itd.

## Gospodarstvo
Najvažnije gospodarske grane Kostarike su turizam, poljoprivreda i izvoz elektroničke opreme (strana poduzeća koja imaju tvornice u Kostariki).

## Upravno-politička podjela
Provincije (Provincias; 7), kantoni (82) i distrikti (409)
1. San José 20 kantona (cantones; prije 21) i 111 distrikata (distritos).
2. Alajuela 15 kantona i 107 distrikta.
3. Cartago 8 kantona i 47 distrikta.
4. Heredia 10 kantona (cantones) i 43 distrikta .
5. Guanacaste 11 kantona i 47 distrikta.
6. Puntarenas 6 kantona i 27 distrikta.
7. Limón 6 kantona i 27 distrikta.

## Stanovništvo
Narodnosni sastav (1993.): bijelci 87 %, mestici 7 %, crnci i mulati 3 %, Azijati 2 %, Indijanci 1 %. 38 550 kostarikanskih državljana govori nekim od indijanskih jezika kao materinskim, najrasprostranjeniji je buglere (18 000).
Vjerski sastav (1995.): rimokatolici 86 %, protestanti 9 %.

## Religija
Kršćanstvo je dominantna religija, a katoličanstvo je službena državna religija u skladu s Ustavom iz 1949., koji istodobno jamči slobodu vjeroispovijesti.
Prema najnovijem istraživanju nacionalne religije, koje su 2007. godine provela Sveučilišta Kostarike, 70,5 % stanovništva su rimokatolici, 44,9 % stanovništva prakticira katoličanstvo, 13,8 % su evanđeoski protestanti, 11,3 % nema religiju, a 4,3 % pripada nekoj drugoj religiji.
Zbog male, ali kontinuirane imigracije iz Azije i Bliskog istoka, porastao je i broj ostalih religija, od čega je najviše budista (zbog rastuće kineske zajednica Han oko 40.000), a u manjem broju hinduista, židova, Bahá'í te muslimana.

## Etnografija
Indijansko prastanovništvo uvelike je uništeno u sukobu s konkvistadorima ili kasnije hispanizirano. Danas u 22 rezervata živi 8 raznih plemenskih zajednica. Područje Kostarike nastanjivala su ili još žive plemena koja pripadaju porodicama Manguean: Nicoya, Orisi, Orotiña, danas se nazivaju imenom Chorotega*, imenom izumrlog naroda Chorotega; Chibchan: Burica; Barbacoan: Guatuso ili Maleku*; Talamancan: Boruca*, Bribri*, Burucaca, Cabécar*, Chiripo, Coto ili Cocto, Estrella, Guetar ili Huetar*, Pocosi, Quepo, Suerre, Tariaca, Térraba, Teshbi ili Techbi, Tucurrique, Turucaca i Voto, te panamski Guaymi*.  
Kolonizacija koja konačno počinje u kasnom 16. stoljeću, te uvođenje ropstva, otjeralo je mnoga plemena u planinska područja, gdje njihovi potomci žive i danas. 
Danas su kostarikanski Indijanci najzastupljeniji od plemena Bribri, Cabécar i Boruca, kojih ima dosta u planinskim područjima juga zemlje. Na sjeveru žive neka Chorotegan ili Manguean plemena, rasipana u povijesti od zaljeva Fonseca do poluotoka Nicoya. Ovi su imali naprednu kulturu i bijahu pod utjecajem tamošnjih naprednih civilizacija. Pleme Chorotega koje je živjelo u Hondurasu je nestalo, ali se danas pod njihovim imenom izjašnjavaju potomci Orotiña i Nicoya Indijanaca kojih etnički ima 795 (2000.). Panamsko pleme Térraba u Kostariki broji negdje do 300 duša. Pleme Maleku ili Guatuso ima pereko 1000 duša (2000); Cabécar 9308 (2000) u području Turrialba; Bribri 12 172 (2000) duž rijeka Lari, Telire i Uren ; Boruca 1000 (1991), između Playa Bonita i Golfita.

## Indijanski rezervati
Kostarika ima 22 indijanska rezervata, to su: 
- 1- Reserva Indígena Guatuso (Maleku)
- 2- Reserva Indígena Matambú
- 3- Reserva Indígena Quitirrisí
- 4- Reserva Indígena Zapatón
- 5- Nairi - Awari (Barbilla)
- 6- Reserva Indígena Chirripó
- 7- Reserva Indígena Bajo Chirripó
- 8- Guaymí -Península de Osa
- 9- Guaymí - Conte Burica
- 10- Guaymí - Coto Brus
- 11 - Guaymí - Abrojos Montezuma
- 12- Reserva Indígena Curré
- 13- Reserva Indígena Boruca
- 14 - Reserva Indígena Térraba
- 15 - Reserva Indígena Ujarrás
- 16- Reserva Indígena Salitre
- 17- Reserva Indígena Cabagra
- 18- Reserva Indígena Tayní
- 19 - Reserva Indígena Telire
- 20- Cabecar-Talamanca
- 21- Bribrí- Talamanca
- 22- Reserva Indígena Kekoldi (Cocles)

## Unutarnje poveznice
- Hrvati u Kostariki